# Mleko owsiane

Kartony z napojami owsianymi

Napój owsiany – napój bezalkoholowy wytwarzany z łuskanych ziaren owsa. Zgodnie z obowiązującymi na terenie Unii Europejskiej normami prawnymi, nie może być wprowadzane do obrotu ani reklamowane pod nazwą „mleko owsiane”.

## Charakteryzacja
Napój owsiany jest niealergicznym, niskobiałkowym oraz niskotłuszczowym produktem, o znaczącej zawartości witamin (A, B2, B12 oraz D2), fosforu i wapnia. Jest stosunkowo bogate w węglowodany, a w porównaniu z innymi roślinnymi mlekami alternatywnymi nieco bogatsze w błonnik. Jest również bardziej kaloryczne i uboższe w aminokwasy. Zawartość owsa nie przekracza z reguły 10%. Mleko owsiane wzbogaca się najczęściej olejem roślinnym (głównie słonecznikowym lub rzepakowym), a także dodatkami smakowymi (solą i inuliną, a w odmianach słodkich cukrem). Dodaje się do niego witaminy i sole mineralne.
Napoje owsiane są najbliższe w smaku i konsystencji mleku krowiemu. Jego produkcja jest bardziej ekonomiczna niż mleka migdałowego, a smak i brak zagrożeń dla układu hormonalnego człowieka sprawia, że pod tymi względami przewyższa mleko sojowe.
Można go używać do przyrządzania kisieli mlecznych, zup mlecznych, kleików, ciast, sosów i napojów (nadaje się m.in. do kawy – nie warzy się podczas spieniania). Można je też pić samodzielnie jako napój orzeźwiający. Wytwarzane jest na skalę przemysłową, jest też łatwe do przyrządzania w warunkach domowych poprzez zmiksowanie płatków owsianych z wodą.

## Historia
Napój owsiany został wyprodukowany po raz pierwszy przez naukowców na Uniwersytecie w Lund (Szwecja). Był odpowiedzią na rosnące zapotrzebowanie na alternatywy dla mleka krowiego (istotny element kuchni skandynawskiej), w obliczu coraz powszechniejszych zaburzeń tolerancji laktozy. Założone przez wynalazców przedsiębiorstwo Oatly w latach 90. XX wieku wprowadziło na rynek napoje owsiane w kartonach.
Napój przez długi czas cieszył się popularnością jedynie w wąskim gronie odbiorców. Dopiero w drugiej dekadzie XXI wieku, na fali zainteresowania zdrową żywnością, jego popularność wzrosła. Było promowane nie tylko jako produkt adresowany dla alergików, ale także jako sposób na ograniczenie spożycia mleka krowiego, którego produkcja wiąże się z emisją gazów cieplarnianych. W 2016 przedsiębiorstwo Oatly weszło z napojem owsianym na rynek amerykański, co dodatkowo zwiększyło jego popularność.

## Europejskie regulacje dotyczące produktów mlecznych
Zgodnie z Europejską Wspólną polityką rolną pojęcie „mleko” oznacza wyłącznie zwykłą wydzielinę z wymion ssaków – bez żadnych dodatków, ani nie poddaną ekstrakcji – otrzymywaną z co najmniej jednego doju zwierzęcia gospodarskiego. Tak samo ma się sytuacja w wypadku przetworów mlecznych: śmietany, śmietanki, chantilly, masła, sera, jogurtu czy kefiru. Jedynym wyjątkiem przewidzianym w Polsce przez unijne przepisy jest ser jabłkowy. Dlatego też sprzedawane na terenie Unii Europejskiej napoje owsiane nie mogą być nazywane „mlekiem owsianym”.
Wyrok Trybunału Sprawiedliwości Unii Europejskiej z 2017 r. potwierdził, że termin „mleko” co do zasady zarezerwowany jest wyłącznie dla mleka pochodzenia zwierzęcego.